# Dasyhelea carolinensis
Dasyhelea carolinensis är en tvåvingeart som beskrevs av Tokunaga 1941. Dasyhelea carolinensis ingår i släktet Dasyhelea och familjen svidknott. Inga underarter finns listade i Catalogue of Life.